# Gonzalo Menéndez
Gonzalo Menéndez, död 997, var regerande greve av Portugal mellan 950 och 997. 
Han efterträdde sin far vid dennas död 950, och blev då medregent tillsammans med sin mor. Han blev ensam regent efter sin mors död 968. 